# Rubén Darío Bedoya
Rubén Darío Bedoya (Medellín, Antioquia, Colombia; 17 de agosto de 1963) es un exfutbolista y entrenador de fútbol colombiano. 

## Jugador
Inició su trayectoria como futbolista  profesional en el año 1983 en el América de Cali, pasando luego por equipos como el Deportes Tolima en el año 1985, Deportivo Pereira en el 1986 hasta el año 1990 en donde más tiempo participó como jugador profesional, en 1991 pasa al Independiente Santa Fe, después al Cúcuta deportivo en 1992, en 1993 se une al Real Cartagena, en el año 1994 se une al ya desaparecido Deportivo Antioquia en primera B; al año siguiente se une al Deportivo Independiente Medellín durante un año y se retiró como jugador profesional con el Deportivo Rionegro en el año 1997.

## En la Dirección Técnica
Sus inicios como director técnico se desarrollaron en divisiones menores de un club del municipio de Nechí en el departamento de Antioquia, donde logró por primera vez llevar a la población a participar del torneo del Ponyfútbol en el año 2000, pasando luego a dirigir la selección Antioquia en la categoría Sub-23.

#### Envigado FC
Llegó al Envigado FC en el año 2001 como asistente de Hugo Castaño y pasando luego al Deportivo Pasto durante el 2002, regresa al Envigado FC a inicios del 2003 dirigiendo la categoría de reservas. 
Además hizo parte del cuerpo técnico del equipo profesional como asistente técnico de Hugo Castaño, Orlando Restrepo, Jesús Barrios, Juan Carlos Sánchez e Ismael Rescalvo. Como técnico en propiedad del equipo profesional tendría tres etapas (2010,2017 y 2018). En total haría parte de la institución 18 años.
En la parte formación deportiva de la “Cantera de Héroes" dirigió a jugadores como: Fredy Guarin, Dorlan Pabon, James Rodríguez, Frank Fabra, Jairo Palomino, Juan Fernando Quintero, Giovanni Moreno, Chicho Arango, Alexis Zapata, Andrés Tello entre otros.

#### Club Libertad
En el 2018 se une al cuerpo técnico de Leonel Álvarez como segundo entrenador, uniéndose al equipo Club Libertad de Paraguay.

## Clubes

### Como jugador
| Club                   | País     | Año       |
| ---------------------- | -------- | --------- |
| América de Cali        | Colombia | 1983-1984 |
| Deportes Tolima        | Colombia | 1985      |
| Deportivo Pereira      | Colombia | 1986-1990 |
| Santa Fe               | Colombia | 1991      |
| Cúcuta Deportivo       | Colombia | 1992      |
| Real Cartagena         | Colombia | 1993      |
| Deportivo Antioquia    | Colombia | 1994-1995 |
| Independiente Medellín | Colombia | 1996      |
| Deportivo Rionegro     | Colombia | 1997      |

### Como asistente técnico
| Club            | País     | Año           |
| --------------- | -------- | ------------- |
| Envigado FC     | Colombia | 2001          |
| Deportivo Pasto | Colombia | 2002          |
| Envigado FC     | Colombia | 2003-2008     |
| Envigado FC     | Colombia | 2011-2016     |
| Club Libertad   | Paraguay | 2018          |
| Águilas Doradas | Colombia | 2022-presente |

### Como técnico
| Club        | País     | Año       |
| ----------- | -------- | --------- |
| Envigado FC | Colombia | 2009-2010 |
| Envigado FC | Colombia | 2017-2018 |

## Estadísticas como entrenador
Actualizado al último partido dirigido del Finalización 2018.
| Equipo                 | Torneo            | Partidos | Partidos | Partidos | Partidos | Goles | Goles | Goles |
| Equipo                 | Torneo            | PJ       | PG       | PE       | PP       | GF    | GC    | DG    |
| ---------------------- | ----------------- | -------- | -------- | -------- | -------- | ----- | ----- | ----- |
| Envigado FC · Colombia |                   |          |          |          |          |       |       |       |
| Liga 2009              | 3                 | 0        | 1        | 2        | 7        | 9     | (-2)  |       |
| Liga 2010              | 20                | 6        | 5        | 9        | 24       | 34    | (-10) |       |
| Copa Colombia 2010     | 9                 | 4        | 2        | 3        | 10       | 8     | (2)   |       |
| Liga 2017              | 15                | 7        | 3        | 5        | 17       | 15    | (2)   |       |
| Liga 2018              | 24                | 7        | 7        | 10       | 22       | 26    | (-6)  |       |
| Copa Colombia 2018     | 2                 | 1        | 1        | 0        | 2        | 1     | (1)   |       |
| Consolidado Total      | Consolidado Total | 73       | 25       | 19       | 29       | 82    | 93    | (-9)  |